# Ivory Tower (компания)
Ivory Tower — французский разработчик видеоигр, расположенный в Лионе, Франция. Компания была основана 31 октября 2007 года Ахмедом Букхелифой, Эммануэлем Уалидом и Стефаном Белеем. Команда разработчиков включает в себя членов, которые ранее работали в Eden Games над проектами Need For Speed, Test Drive Unlimited, и V-Rally серии игр. Их первая игра, The Crew, была выпущена 2 декабря 2014 года для Microsoft Windows, PlayStation 4, Xbox One и Xbox 360. В октябре 2015 года Ubisoft объявила, что они полностью приобрели Ivory Tower. Последняя разработанная игра — The Crew Motorfest.

## Игры
| Название           | Год  | Платформы                                                                  | Примечания                                  |
| ------------------ | ---- | -------------------------------------------------------------------------- | ------------------------------------------- |
| The Crew           | 2014 | Microsoft Windows, PlayStation 4, Xbox One, Xbox 360                       | Совместно с Asobo Studio и Ubisoft Shanghai |
| The Crew 2         | 2018 | Microsoft Windows, PlayStation 4, Xbox One                                 | Совместно с Ubisoft Reflections             |
| The Crew Motorfest | 2023 | Microsoft Windows, PlayStation 4, PlayStation 5, Xbox One, Xbox Series X/S |                                             |